# Emil Schardon

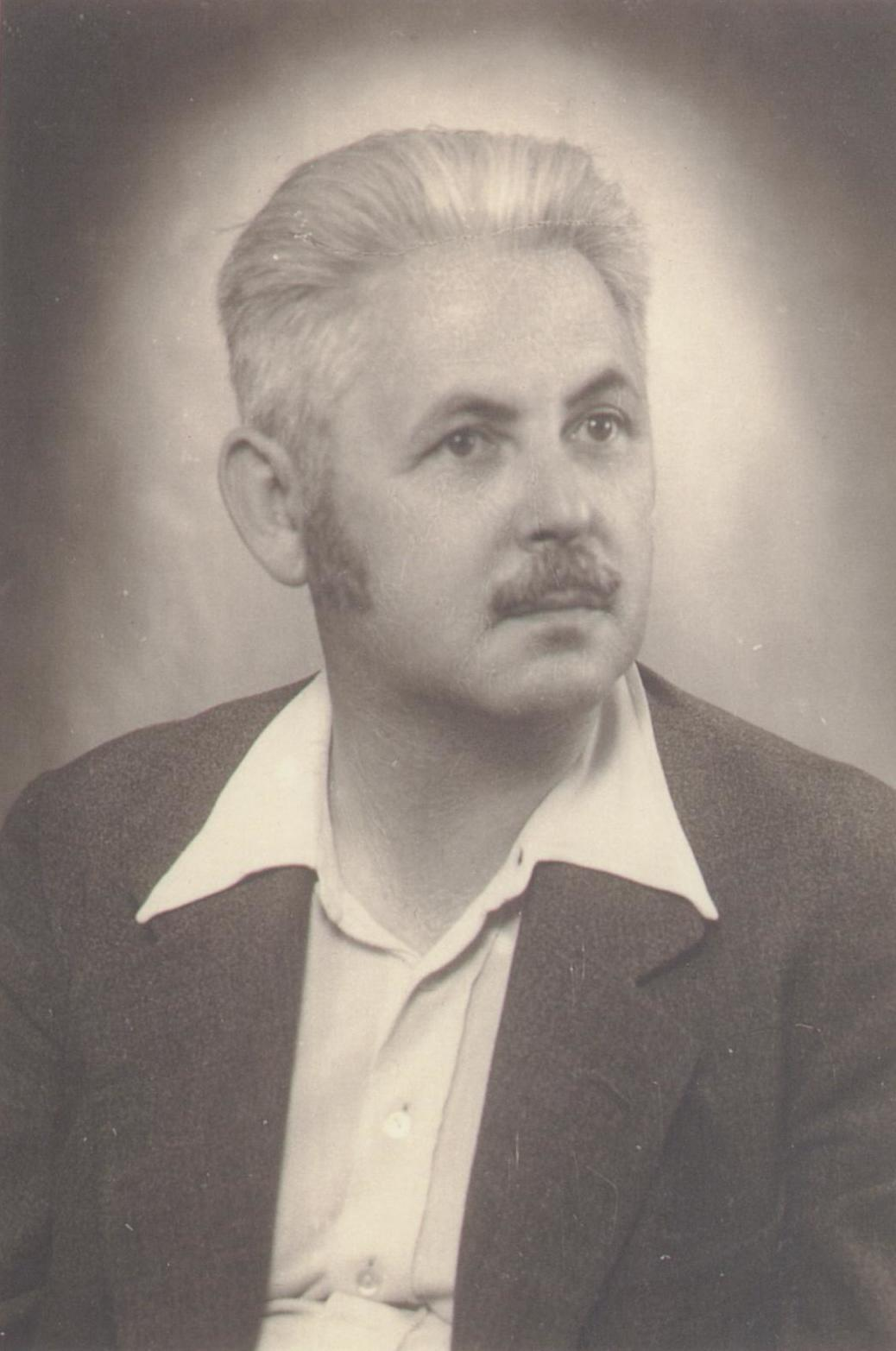
Emil Schardon

 Emil Schardon  (* 4. März 1887 in Beindersheim; † 27. September 1950 in Nürnberg) war ein Mediziner und promovierter Arzt, Ritter des Bayerischen Militär-Sanitäts-Ordens, wegen seiner Tapferkeit in Ausübung des Arztberufes.

## Leben

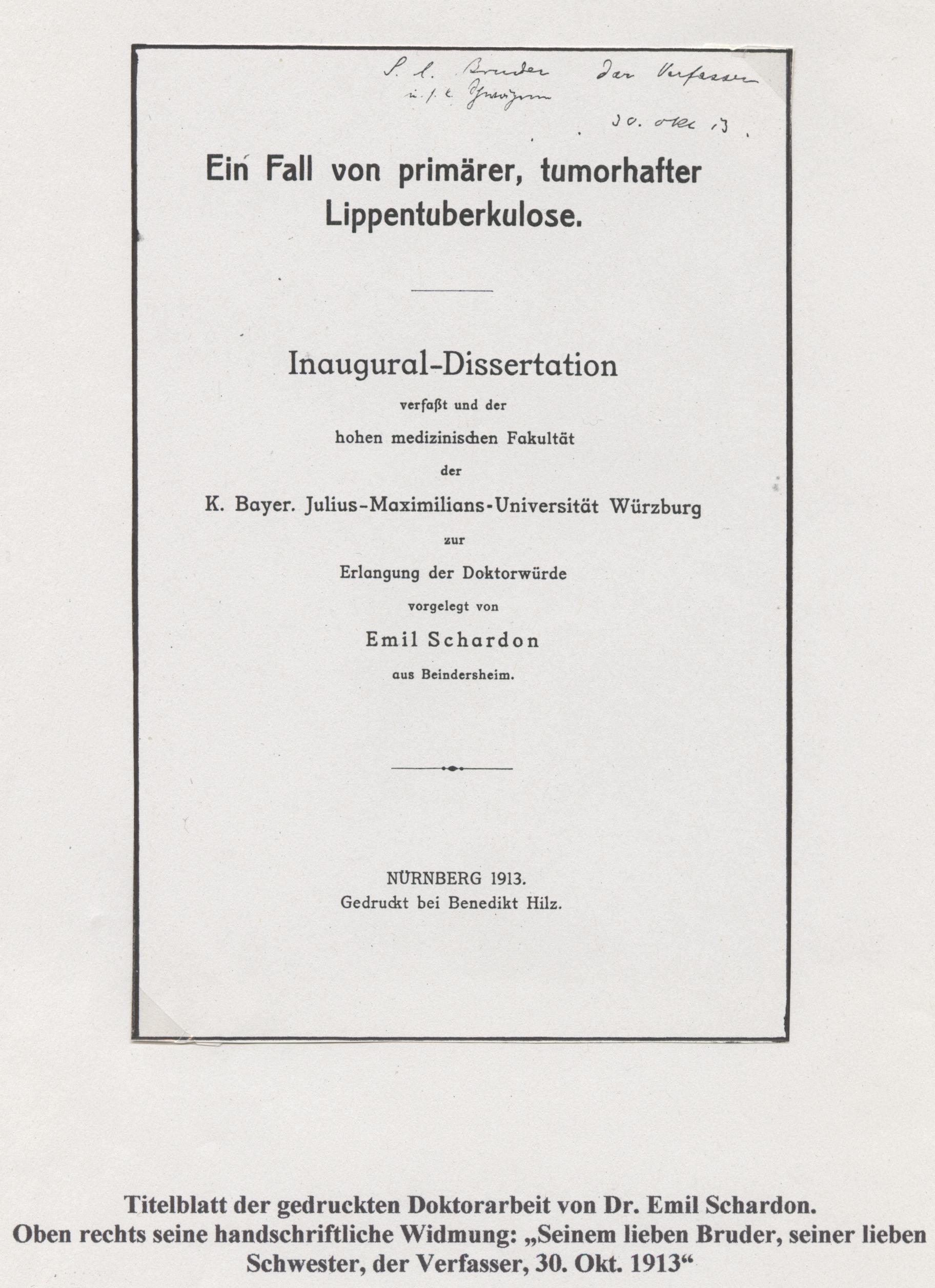
Dissertation

Schardon wurde am 4. März 1887, als jüngstes von 3 Kindern der Bauersleute Jakob Schardon u. Sibylla Schardon geb. Fruth, in Beindersheim bei Frankenthal (Pfalz) geboren. Er studierte Medizin, promovierte 1913 an der königlich bayerischen Julius-Maximilians-Universität Würzburg, mit einer Arbeit über das Thema „Primäre, tumorhafte Lippentuberkulose“, spezialisierte sich in der Folge auf das Fachgebiet „Haut- und Geschlechtskrankheiten“ und war schließlich in Nürnberg tätig, wo er auch später eine eigene Praxis betrieb.

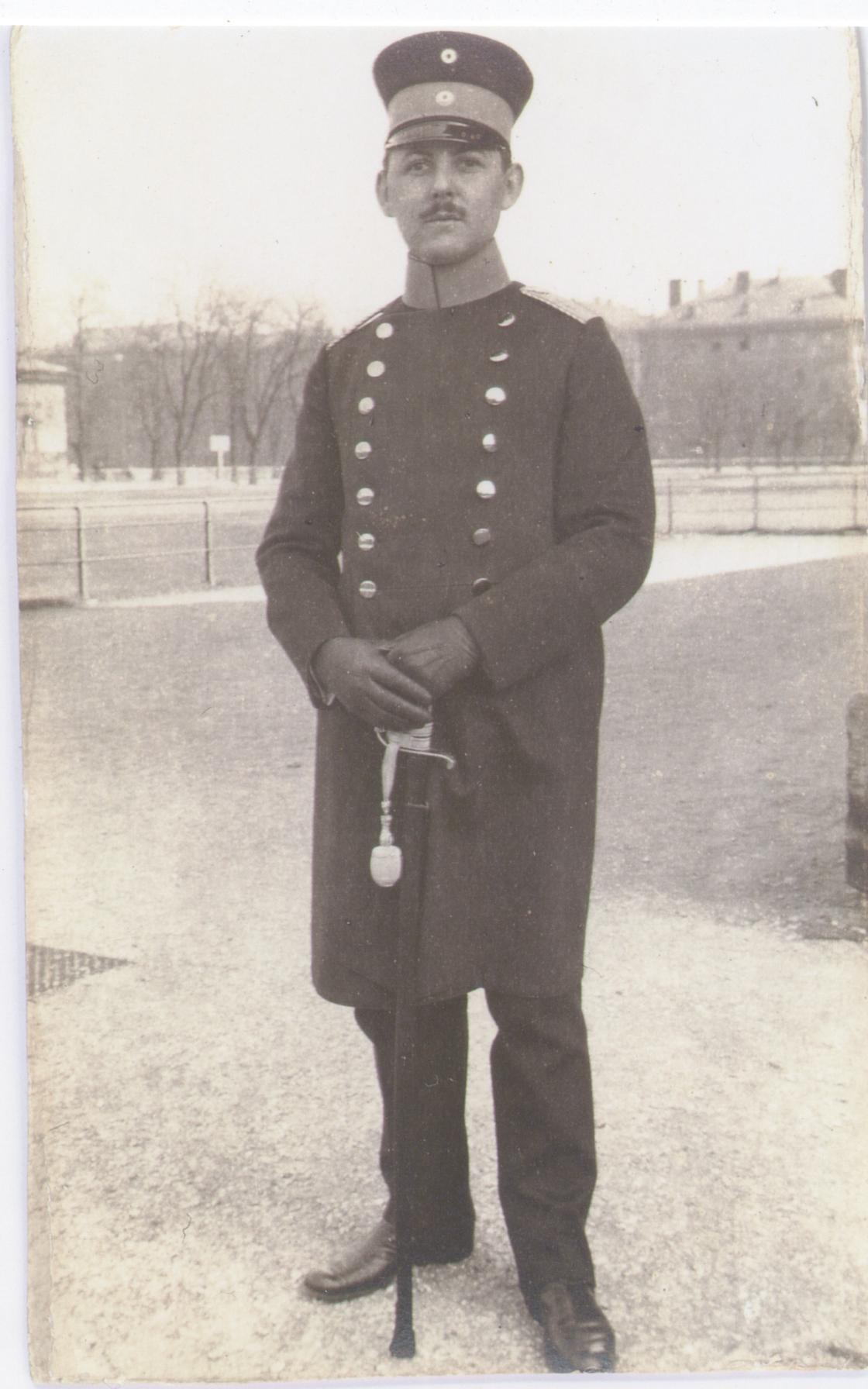
Emil Schardon als Militärarzt im Ersten Weltkrieg

Zu Beginn des Ersten Weltkrieges rückte er als Assistenzarzt der Reserve zum 10. Bayerischen Reserve-Infanterie Regiment ein und bekleidete zunächst die Stelle eines nicht dem Offizierskorps angehörigen „Unterarztes“. In dieser Charge nahm Schardon an den Kämpfen seines Regiments, an der Westfront teil und erwarb sich, während der Schlacht von Nancy-Epinal, wie es in den offiziellen Unterlagen heißt, „ausgezeichnete Verdienste“ auf den Verbandsplätzen und in den verschiedenen Gefechten, namentlich aber durch die in „vorderster Gefechtslinie, unbekümmert um eigene Lebensgefahr“, erfolgte Verwundetenversorgung bzw. -bergung, in der Nacht vom 25. zum 26. August 1914 vor Anthelupt und in der Nacht vom 4. zum 5. September 1914 bei Deuxville. Zum Gefecht bei Deuxville wird präzisierend ausgeführt, er habe „…als alleiniger Arzt des Bataillons, als alles sonst in Deckung lag, die Verwundeten ohne jegliche Deckung gegen feindliches Feuer versorgt und dadurch eine weit über das Pflichtmäßige hinausgehende, vorbildliche Tat vollbracht.“
Der Militär-Sanitäts-Orden war am 16. Oktober 1914 neu gestiftet worden, als höchste bayerische Tapferkeitsauszeichnung für Sanitätsoffiziere, die sich in Kriegszeiten auf dem Schlachtfeld oder in Lazaretten unter Lebensgefahr der Versorgung Verwundeter und Kranker besonders ausgezeichnet hatten. Man musste die Dekoration selbst beantragen, wenn man glaubte eine entsprechende Tat vollbracht zu haben. Dies wurde dann von einer Kommission, unter Einvernahme von Zeugen etc. eingehend geprüft und die Verleihung entweder gebilligt oder verweigert. Man legte bei der Beurteilung der Sachverhalte strenge Kriterien an, weshalb es lediglich zu 174 Verleihungen kam.
Schardon bewarb sich daher selbst um Auszeichnung mit dem neu gestifteten Militär-Sanitäts-Orden und erhielt ihn mit Datum vom 17. April 1915 zugesprochen. Kaum hatte er jedoch seinen verdienten Orden in Empfang genommen, bemerkte man, dass er nach den (noch nicht sehr geläufigen) Statuten eigentlich gar nicht in den Kreis der Berechtigten gehört hätte. Als „Unterarzt“ zählte er nämlich rein formell noch nicht zum Offizierskorps, wenngleich er in dieser Stellung dieselben Aufgaben wie alle anderen Feldärzte erfüllen musste. Ein gleichgelagterter Fall trug sich bei einem Ferdinand Müller zu, dem man die Dekoration mit Datum vom 15. Mai 1915 verliehen, aber im Gegensatz zu Schardon, noch nicht ausgehändigt hatte. Die beiden irrtümlich verliehenen Orden führten dazu, dass sich das Kriegsministerium und schließlich König Ludwig III. höchstselbst, eingehend mit den „Präzedenzfällen“ Schardon und Müller befassen mussten.

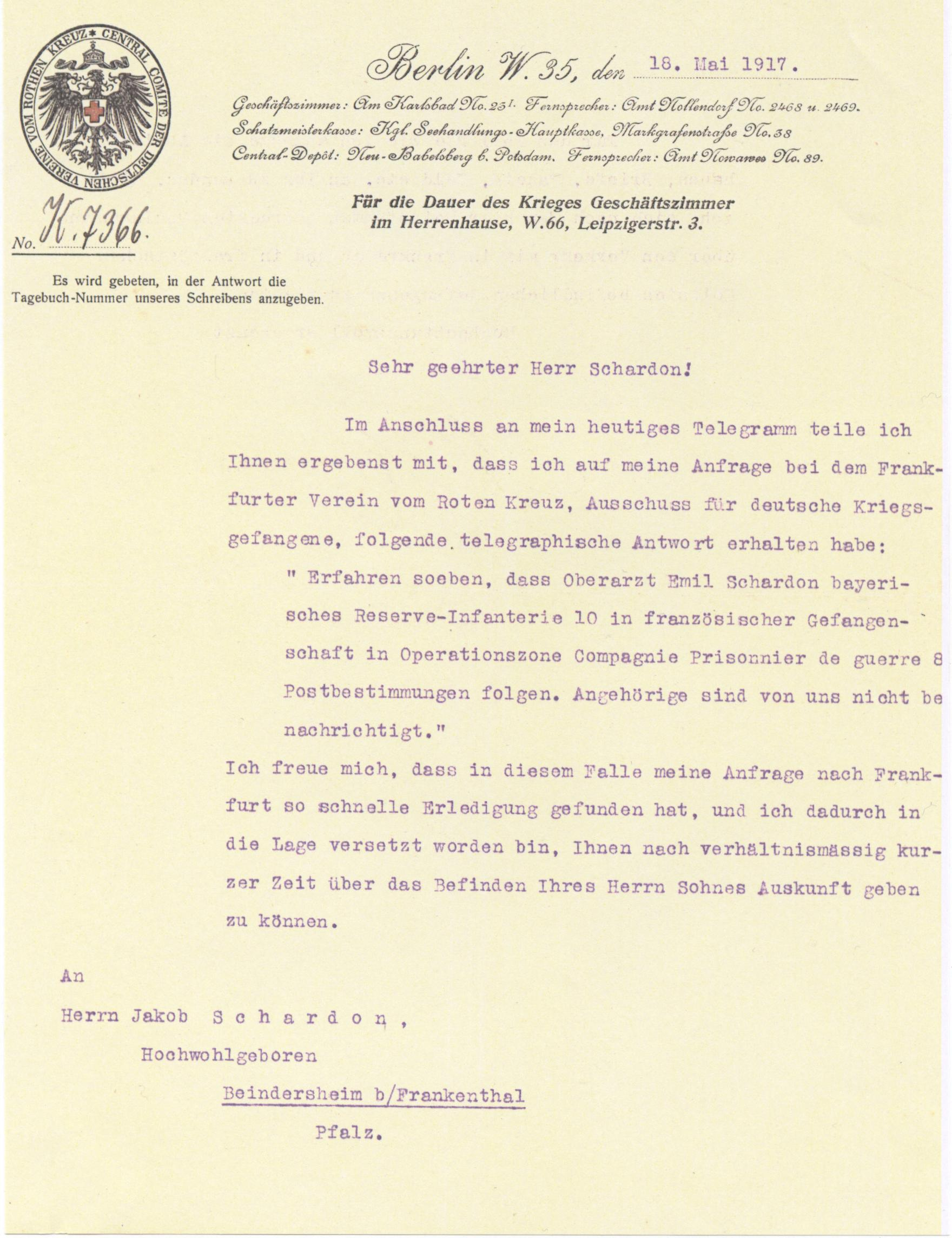
Mitteilung des Roten Kreuzes an den Vater von Emil Schardon, dass dieser in Gefangenschaft geraten sei; 1917

Der Kriegsminister trug dem König vor, beide Ärzte seien zum Zeitpunkt ihrer verdienstvollen Taten keine Sanitätsoffiziere, sondern Unterärzte in Assistentenstellungen gewesen, die Verleihung habe also gar nicht beantragt werden dürfen. Die Zustellung des Ordens an Müller könne noch aufgehalten werden, Schardon aber habe seinen Orden schon längere Zeit erhalten und die Verleihung sei auch veröffentlicht worden. Wörtlich fährt der Minister fort:

„Die Zurücknahme des Ordens müsste von diesem Sanitätsoffizier (inzwischen war es bereits!) nicht nur aufs schmerzlichste empfunden werden, sondern würde ihn auch in den Augen seiner Kameraden und Kollegen herabsetzen und in seiner Autorität sowie in seinem Ansehen überhaupt auf das Empfindlichste schädigen, während Müller diese Nachteile nicht zu befürchten hat.“

König Ludwig III. entschied, dass beide Ärzte, sowohl Schardon, als auch Müller, ihren Orden behalten sollten und drückte ihnen dadurch – jenseits aller formellen Bedenken der zuständigen Behörden – seine persönliche Anerkennung für ihr selbstloses Verhalten aus.
Der Mediziner avancierte am 25. Juni 1916 zum Oberarzt und erhielt am 22. August 1919, bei der Demobilisierung nach Kriegsende, den Charakter eines Stabsarztes der Reserve. Er war 1917 auch in französische Gefangenschaft geraten, von wo er – laut Familienüberlieferung – flüchtete und in abenteuerlicher Weise, über die Schweiz, wieder zur bayerischen Armee zurückkehrte. Neben dem extrem seltenen Militär-Sanitäts-Orden besaß er außerdem die weitaus häufigeren Dekorationen des Bayerischen Militär-Verdienstordens IV. Klasse, sowie des Eisernen Kreuzes II. und I. Klasse. Bis zu seinem Tode, am 27. September 1950, infolge eines langjährigen Herzleidens, betrieb Emil Schardon in Nürnberg eine Praxis als „Haut- und Geschlechtsarzt“. Er blieb unverheiratet und hatte keine Kinder.

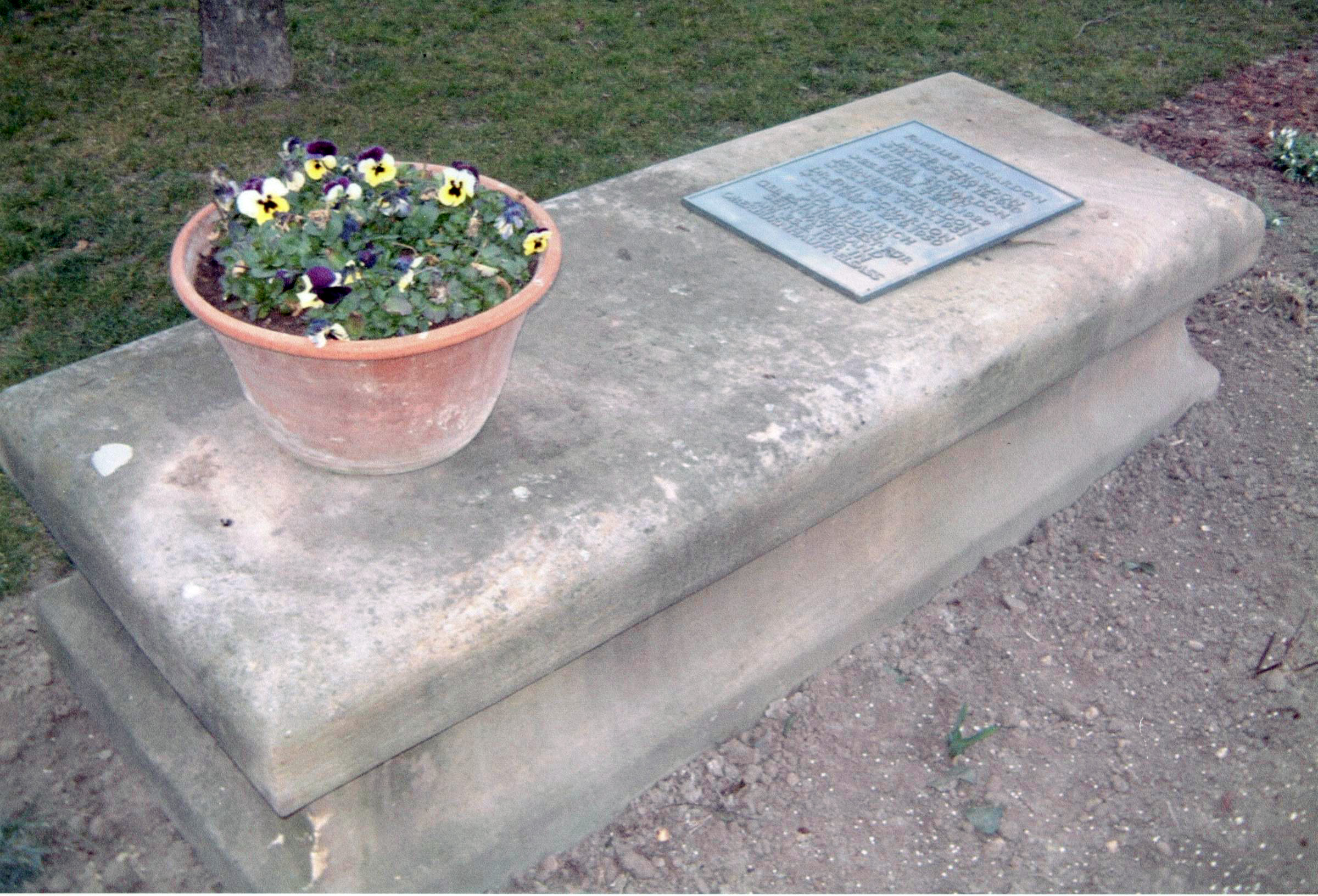
Grabmal Emil Schardon, früher Friedhof Beindersheim, jetzt Aussiedlerhof Reich, Heßheim

Schardons Militär-Sanitätsorden und die zugehörige Urkunde gingen im Bombenhagel des Zweiten Weltkrieges unter. Seine letzte Ruhestätte fand der verdienstvolle Mediziner im Familiengrab Schardon, auf dem Beindersheimer Friedhof. Nach behördlich verfügter Auflösung des entsprechenden Gräberfeldes vor wenigen Jahren, erinnert heute in seinem Heimatdorf nichts mehr an den Mann, der unter eigener Lebensgefahr, vorbildlich und furchtlos seinen Arztberuf ausübte und dafür mit dem höchsten Tapferkeitsorden belohnt wurde, den sein Land an ihn zu vergeben hatte. Heinz Reich, Ehemann der Großnichte von Schardon, verbrachte das tonnenschwere Grabmal – aus einem riesigen Sandsteinblock in Tumbaform gehauen – mit viel Mühe in den Nachbarort Heßheim, wo es einen würdigen Platz im Garten seines Aussiedlerhofes fand.